# Laplaceův bod
Laplaceův bod (také Laplaceova stanice) je v geodézii pojmenování pro zvláštní typ měřického bodu, na němž proběhlo určení geodetické zeměpisné šířky, zeměpisné délky a azimutu a astronomicky přinejmenším určení délky a azimutu. Laplaceovy body představují základní opěrné body trojúhelníkových geodetických sítí. Laplaceovy body bývají uspořádány v intervalech kolem 100 až 200 km a obvykle jsou budovány jako hluboce založené sloupy se známou vzdáleností k sousedním trigonometrickým bodům.
V západní Evropě byla síť rozšiřována zhruba do roku 1980 a nyní zahrnuje téměř 500 Laplaceových bodů (to odpovídá průměrné vzdálenosti mezi body 70 až 100 kilometrů). Základní síť Rakouska má téměř 150 Laplaceových bodů, jejichž průměrný rozestup je méně než 30 km. V Československu v rámci budování astronomicko-geodetické sítě (AGS) bylo do roku 1954, kdy byly práce ukončeny, vyměřeno celkem 53 Laplaceových bodů.
Tíhová měření v okolí Laplaceových bodů sloužila kupříkladu k přesnému stanovení tvaru tělesa Země.
Postupně se však tyto metody stávají částečně nepotřebnými z důvodu zvýšení přesnosti metody GPS.

## Příklady Laplaceových bodů
V České republice je nejznámější takový bod na vrchu Pecný (546 m) u Ondřejova. Známým historickým Laplaceovým bodem v rámci pruské triangulace je Trockenberg na kopci Sucha Góra v polské části Horního Slezska.